# Distrito electoral federal 9 de Nuevo León
El IX Distrito Electoral Federal de Nuevo León es uno de los 300 Distritos Electorales en los que se encuentra dividido el territorio de México para la elección de diputados federales y uno de los 12 que corresponden al estado de Nuevo León. Su cabecera es la ciudad de Linares y su actual representante es el priista Juan Francisco Espinoza Eguía.
El distrito se encuentren la parte sur y este del estado de Nuevo León y lo forman los municipios de Los Aldamas, Allende, Aramberri, Cerralvo, China, Doctor Arroyo, Doctor Coss, Doctor González, Galeana, General Bravo, General Terán, General Treviño, General Zaragoza, Los Herreras, Hualahuises, Iturbide, Linares, Melchor Ocampo, Mier y Noriega, Montemorelos, Los Ramones, Rayones y Santiago. La población que en él habita asciende a los 384 486 habitantes, mientras que el número total de electores es de 314 521.

## Distritaciones

### Distritación 1978 - 1996
Con la distritación de 1978, este distrito fue conformado por una fracción del municipio de Guadalupe, siendo esta última ciudad su cabecera. Durante estos años los municipios que hoy forman al distrito se encontraban en otros distritos. Aramberri, Doctor Arroyo, Galeana, General Terán, General Zaragoza, Hualahuises, Iturbide, Linares y Mier y Noriega en el distrito federal 5. Los Aldamas, Cerralvo, China, Doctor Coss, Doctor González, General Bravo, General Treviño, Los Herreras, Melchor Ocampo y Los Ramones en el distrito federal 6. Allende, Montemorelos, Rayones y Santiago en el distrito federal 11.

### Distritación 1996 - 2005
Entre 1996 y 2005 el distrito fue formado por la parte sur del estado de Nuevo León, siendo formado por Allende, Aramberri, Doctor Arroyo, Galeana, General Terán, General Zaragoza, Hualahuises, Iturbide, Juárez, Linares, Mier y Noriega, Montemorelos, Rayones y Santiago. Su cabecera era la ciudad de Linares. El resto de los municipios que actualmente son parte del distrito en este periodo correspondían al distrito federal 2.

### Distritación 2005 - 2017
En 2005 el distrito las siguientes modificaciones en sus límites. Perdió el municipio de Juárez que pasó al distrito federal 12; mantuvo el resto de los municipios que lo formaban y además agregó a su composición a China, Doctor Coss y General Bravo que previamente pertenecían al distrito federal 2.

### Distritación 2017 - actualidad
Con la redistritación de 2017 se modificaron nuevamente sus límites, mantuvo los mismos municipios de la distribución de 1996 y además sumó algunos municipios que previamente pertenecían al distrito federal 12: Los Aldamas,
Cerralvo, Doctor González, General Treviño, Los Herreras, Melchor Ocampo y Los Ramones.

CON LA ACTUAL REDISTRITACION  DE 2023 SE MODIFICA SUS LIMITES ,SE MODIFICAN LOS MUNICIPIOS QUEDANDO DE LAS SIGUIENTE MANERA DISTRITO ELECTORAL FEDERAL 14 TENIENDO SU CABECERA MUNICIPAL EN PESQUERIA  TENIENDO LOS MUNICIPIOS DE GENERAL ZUAZUA,MARIN,GENERALTREVIÑO,LOS HERRERA, LOS ALDAMAS, MELCHOR OCAMPO, LOS RAMONES,CADEREYTA,CHINA,GENERAL BRAVO,DR.COSS,HIGUERAS,CERRALVO, DR,GONZALEZ

## Diputados por el distrito
| Diputado | Diputado                      | Legislatura | Período                                           | Partido                              |
| -------- | ----------------------------- | ----------- | ------------------------------------------------- | ------------------------------------ |
|          | Amparo Aguirre Hernández      | LI          | 1 de septiembre de 1979 - 31 de agosto de 1982    | Partido Revolucionario Institucional |
|          | Alejandro Lambretón Narro     | LII         | 1 de septiembre de 1982 - 31 de agosto de 1985    | Partido Revolucionario Institucional |
|          | Humberto Cervantes Vega       | LIII        | 1 de septiembre de 1985 - 31 de agosto de 1988    | Partido Revolucionario Institucional |
|          | María Elena Chapa Hernández   | LIV         | 1 de septiembre de 1988 - 31 de agosto de 1991    | Partido Revolucionario Institucional |
|          | Arturo de la Garza González   | LV          | 1 de septiembre de 1991 - 31 de agosto de 1994    | Partido Revolucionario Institucional |
|          | María Cristina Díaz Salazar   | LVI         | 1 de septiembre de 1994 - 31 de agosto de 1997    | Partido Revolucionario Institucional |
|          | Arturo Charles Charles        | LVII        | 1 de septiembre de 1997 - 31 de agosto de 2000    | Partido Revolucionario Institucional |
|          | Juan Paredes Gloria           | LVIII       | 1 de septiembre de 2000 - 31 de agosto de 2003    | Partido Revolucionario Institucional |
|          | Adrián Villagómez García      | LIX         | 1 de septiembre de 2003 - 31 de agosto de 2006    | Partido Revolucionario Institucional |
|          | Ramón Salas López             | LX          | 1 de septiembre de 2006 - 31 de agosto de 2009    | Partido Revolucionario Institucional |
|          | Fermín Montes Cavazos         | LXI         | 1 de septiembre de 2009 - 31 de agosto de 2012    | Partido Revolucionario Institucional |
|          | Marco Antonio González Valdez | LXII        | 1 de septiembre de 2012 - 30 de noviembre de 2015 | Partido Revolucionario Institucional |
|          | Ramón Villagómez Guerrero     | LXIII       | 1 de septiembre de 2015 - 30 de noviembre de 2018 | Partido Revolucionario Institucional |
|          | Juan Francisco Espinosa Eguía | LXIV        | 1 de septiembre de 2018 - 30 de noviembre de 2021 | Partido Revolucionario Institucional |

## Resultados electorales recientes

### Diputado federal
|  | 30.17 % |

|  | 24.50 % |

|  | 18.60 % |

|  | 7.40 % |

|  | 5.96 % |

|  | 4.80 % |

|  | 3.36 % |

|  | 0.61 % |

|  | 4.61 % |

|  | 100.0 % |

### Presidente de la República
|  | 28.73 % |

|  | 26.41 % |

|  | 25.10 % |

|  | 15.87 % |

|  | 3.90 % |

|  | 100.0 % |

### Senadores de la República
|  | 28.05 % |

|  | 22.81 % |

|  | 17.43 % |

|  | 11.63 % |

|  | 6.25 % |

|  | 5.48 % |

|  | 3.01 % |

|  | 0.53 % |

|  | 4.85 % |

|  | 100.0 % |